# Prowincjonalia
Ogólnopolski Festiwal Sztuki Filmowej „Prowincjonalia” – festiwal filmowy odbywający się we Wrześni (województwo wielkopolskie). Duchowym patronem festiwalu jest Jańcio Wodnik - magiczna postać filozofa i uzdrowiciela, bohatera filmu Jana Jakuba Kolskiego. Organizatorem festiwalu jest Studio „Media Film” z Poznania.

## Historia
Twórcą festiwalu jest Rafał Górecki. Pierwsza edycja festiwalu odbyła się w 1994. Festiwal początkowo odbywał się w ówczesnym kinie „Grażyna” w Słupcy, skąd został przeniesiony do Wrześni, gdzie odbywa się w kinie „Trójka”. Mimo oficjalnego przeniesienia festiwalu do Wrześni, w Słupcy kontynuowana była alternatywna impreza filmowa pod tą samą nazwą, która przekształciła się w Europrowincjonalia, a następnie w Imprezje. 
25. edycja festiwalu odbędzie się w dniach 21-24 lutego 2018 we Wrzesińskim Ośrodku Kultury, który jest współorganizatorem wydarzenia. 

## Cele i program
„Prowincjonalia” mają charakter konkursu najlepszych polskich filmów fabularnych, telewizyjnych i dokumentalnych o tematyce wiejskiej i małomiasteczkowej oraz kina oryginalnego i artystycznie niezależnego, w którym dominuje świat prostych, uniwersalnych wartości, subtelność i estetyka narracji.
Celem festiwalu jest:
- popularyzacja polskiej sztuki filmowej,
- zaakcentowanie roli filmu w życiu społecznym,
- wyróżnienie filmów o wysokich walorach artystycznych i humanistycznych,
- umacnianie więzi pomiędzy środowiskiem twórczym a odbiorcami filmów,
- rozbudzanie potrzeb kulturalnych wśród mieszkańców mniejszych miejscowości i inspirowanie ich do nowych ciekawych działań,
- tworzenie atmosfery otwartości i zaufania między ludźmi z różnych obszarów kulturowych, bez uprzedzeń, stereotypów i ksenofobii,
- twórcza wymiana myśli, lęków i oczekiwań na początku Trzeciego Tysiąclecia w kontekście przyszłości polskiego i światowego kina,

Na program festiwalu składają się:
- pokazy konkursowe filmów fabularnych,
- pokazy konkursowe filmów dokumentalnych,
- pokazy specjalne i retrospektywy,
- cykl „Prowincje Świata”,
- konferencje prasowe twórców i spotkania z publicznością,
- imprezy towarzyszące.

## Nagrody
Nagrodami przyznawanymi na festiwalu są statuetki „Jańcio Wodnika”:
- Nagroda Honorowa - statuetka „Jańcio Wodnika” za całokształt twórczości filmowej,
- Główna Nagroda Publiczności - „Jańcio Wodnik” dla najlepszego filmu fabularnego, wręczana reżyserowi,
- Nagroda Publiczności - „Jańcio Wodnik” za najlepszą rolę kobiecą,
- Nagroda Publiczności - „Jańcio Wodnik” za najlepszą rolę męską,
- Nagroda za zdjęcia - „Jańcio Wodnik”,
- Nagroda za muzykę - „Jańcio Wodnik”,
- Nagroda za najlepszy film dokumentalny - „Jańcio Wodnik”,
- Nagroda za najlepszy fabularny film krótkometrażowy - „Jańcio Wodnik”,
- Nagroda Publiczności - „Jańcio Wodnik” w kategorii największe odkrycie/wydarzenie festiwalu,
- Nagroda Dziennikarzy - „Jańcio Wodnik”,
- Nagroda Specjalna Organizatorów - „Jańcio Wodnik”.